# 金胎寺
金胎寺（こんたいじ）は、京都府相楽郡和束町原山にある真言宗醍醐派の寺院。山号は鷲峰山（じゅぶせん、じゅうぶさん）。本尊は弥勒菩薩。開基は役小角（役行者）と伝えるが詳細は不明である。大和（奈良県）の大峯山に対し「北大峯」と称された、山岳信仰の霊地であり、山内には現在も奇岩怪石が連なる行場（ぎょうば）がある。

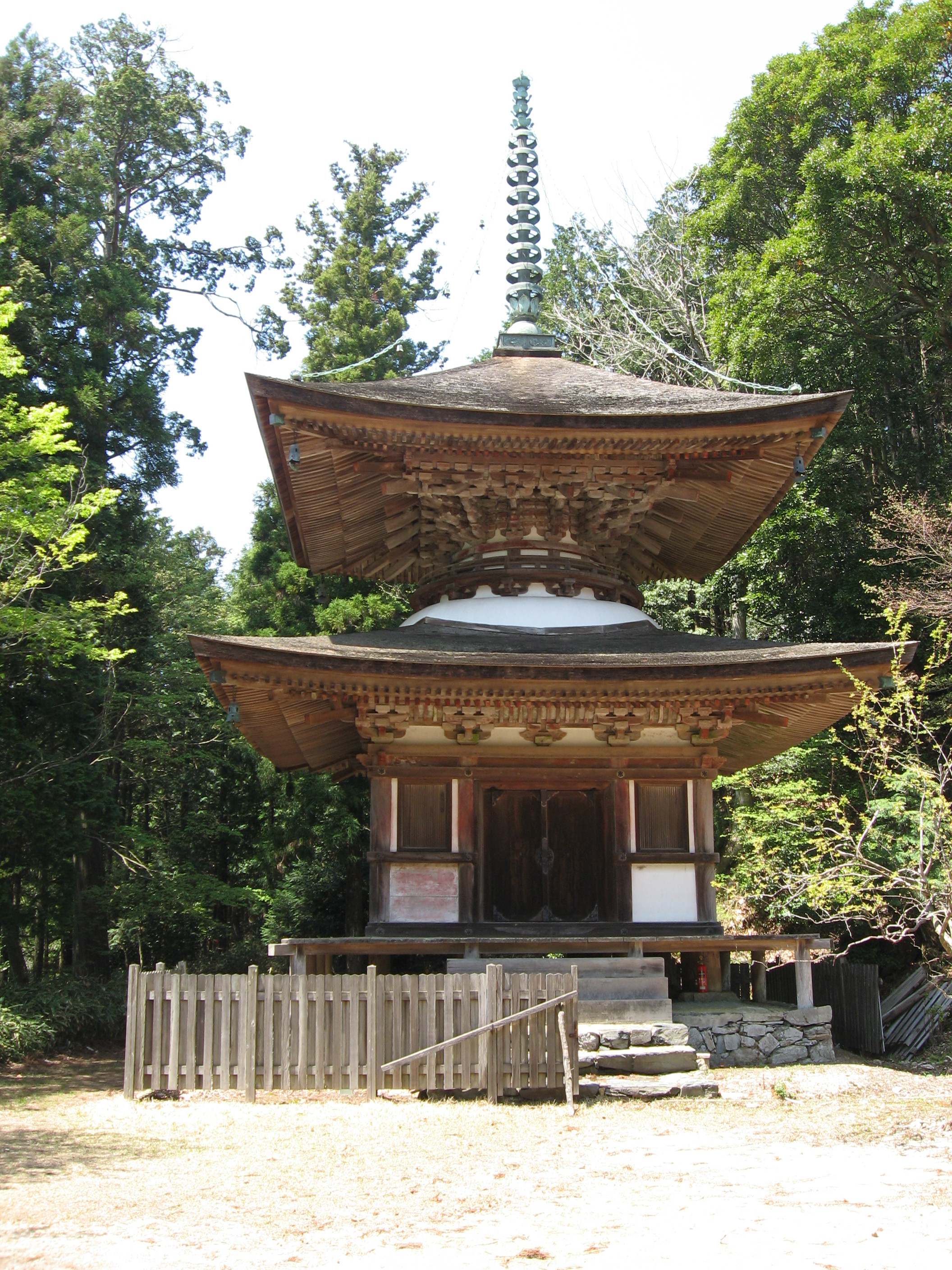
多宝塔（鎌倉時代後期・重文）

## 歴史
金胎寺は京都府の南東端に近い和束町にあり、標高682mの鷲峰山（じゅぶせん、じゅうぶさん）に位置する。南方に位置する笠置寺と同様、山内に奇岩怪石が多く、古くから山岳修行の地として開けていたと推定されるが、こうした山岳寺院の常として草創の経緯ははっきりわかっていない。
中世の記録である『興福寺官務牒疏』（嘉吉元年・1441年）によると、金胎寺は天武天皇の白鳳4年（675年）、役小角（役行者）の草創で、天武天皇白鳳4年（675年）9月、役小角（役行者）によって開かれたといわれる。養老6年（722年）、泰澄が再興。平城京の鬼門封じとして、聖武天皇によって堂が建立され勅願寺となる。さらに大同2年（807年）には興福寺の願安が再興したとするが、創建者を役行者とするのは山岳寺院の草創縁起にしばしば見られるもので、伝承の域を出ない。
鎌倉時代後期の永仁6年（1298年）には伏見天皇が当寺に行幸したとされ、勅願により多宝塔が建てられたという。この多宝塔は現存し、伏鉢（屋根上にある、椀を伏せたような形の部材）の銘から永仁6年の建立と認められている。元弘元年（1331年）には笠置へ落ち延びる途上の後醍醐天皇が当寺に立ち寄ったことが『太平記』に記され、そのため当寺も焼き討ちに遭ったというが、詳細は不明である。全盛期の当寺は「東塔」「西塔」に分かれた広大な山内に58もの坊舎を抱える大伽藍を誇ったというが、幾度の戦乱や出火で荒廃した。寺は康安元年（1361年）に再建された後、永正15年（1518年）に再び焼失。現在の寺観は近世末期に整えられたものである。

## 境内
標高685mの鷲峰山山頂付近一帯が境内になっている。境には東海自然歩道に組み込まれ、金胎寺参道は、和束町原山口からの道が表参道としている。このほか、北の宇治田原町側からの登山道もある。山門から少し登ったところに本堂と多宝塔、そこからさらに登った山頂に石造宝篋印塔が建つ。山頂は奈良時代、泰澄法師が空っぽの鉢を空に投げると食物が入って戻ってきたという「空鉢（くはち）の峰」伝承が伝わる。
境内東側には行場めぐりのルートがある（1周約3.2km、所要2時間）。
行場入り口からは、鈴鹿山系、曽爾高原、大峰山系が眺望できる。

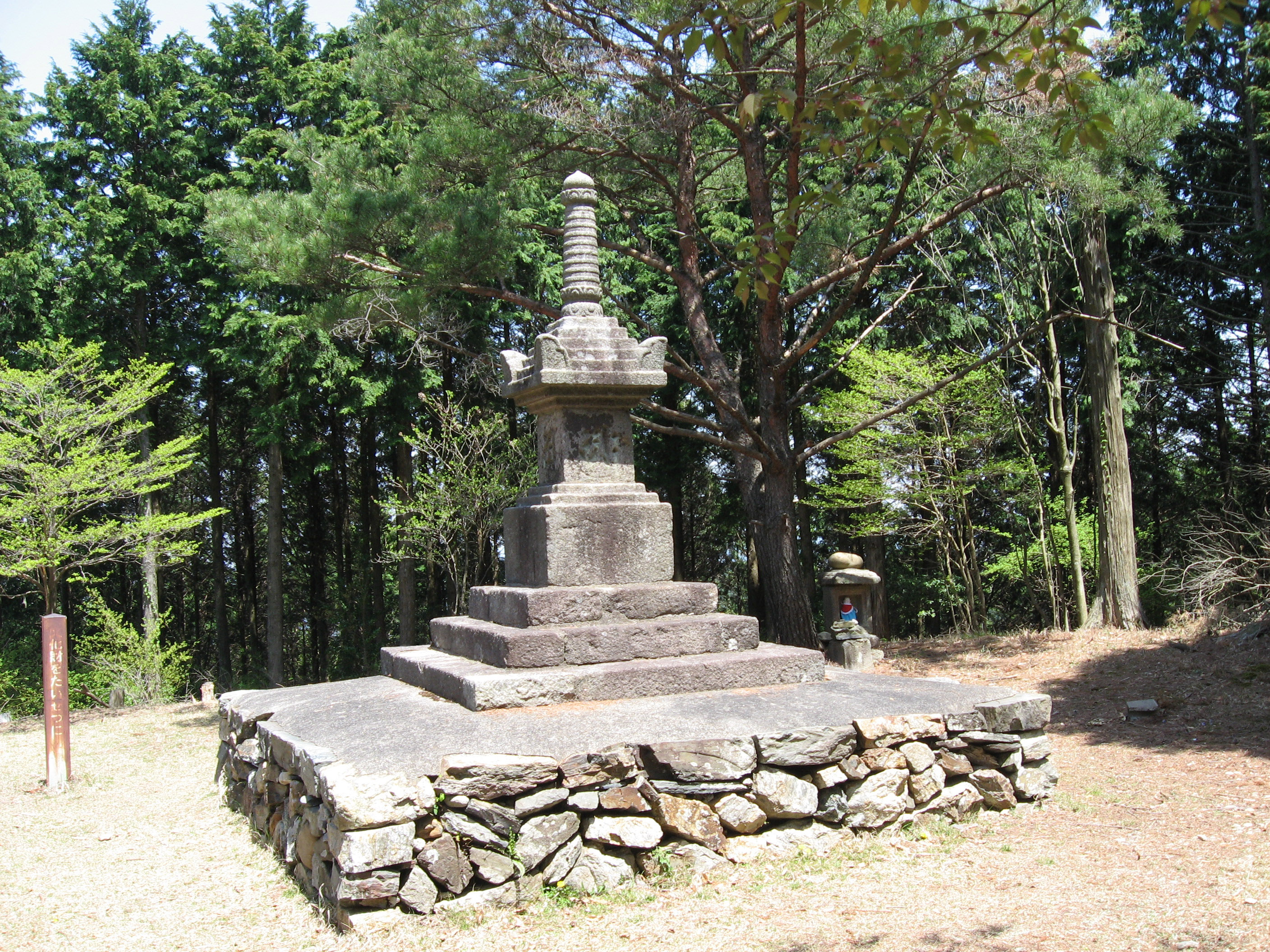
宝篋印塔（鎌倉時代後期・重文）
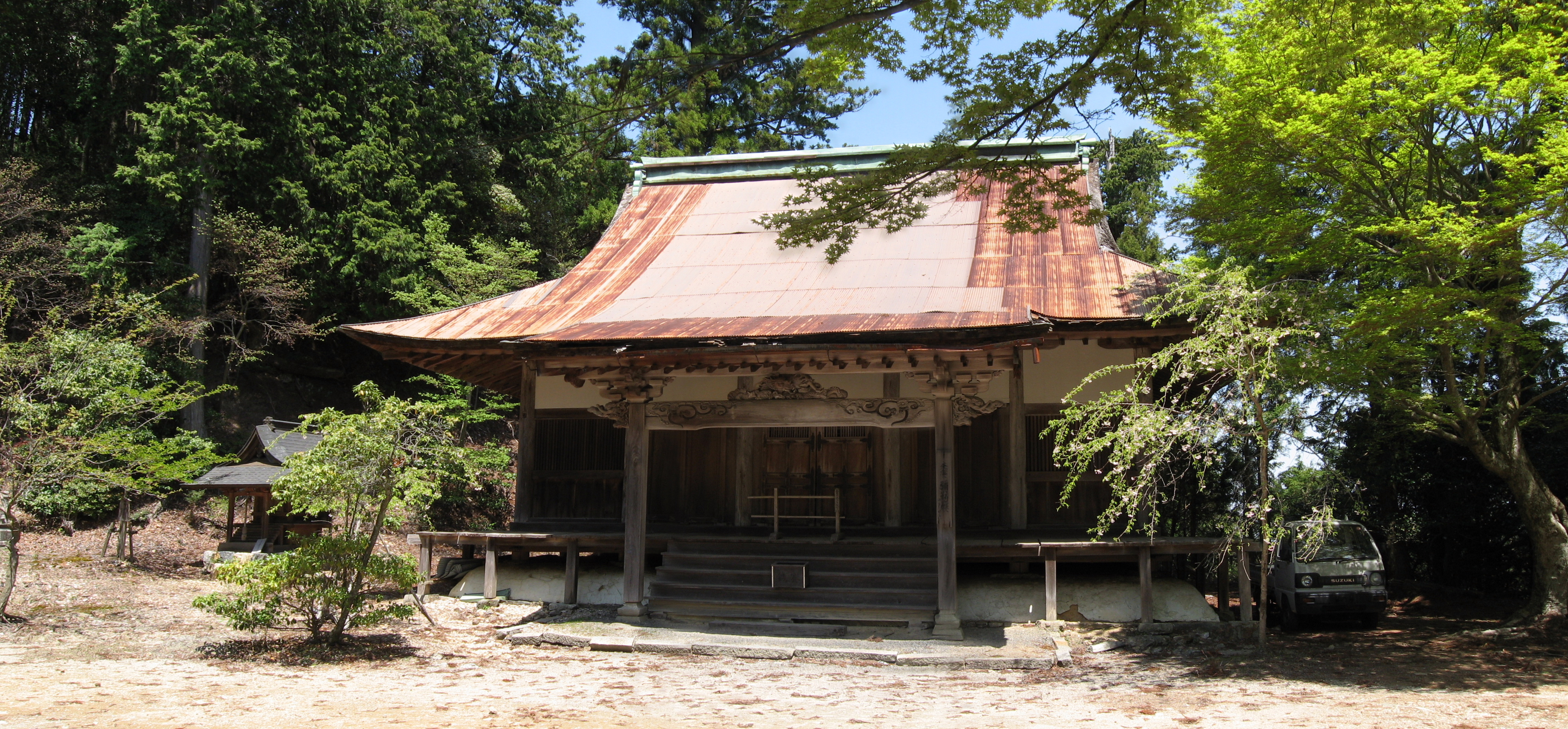
本堂（弥勒殿 江戸時代）
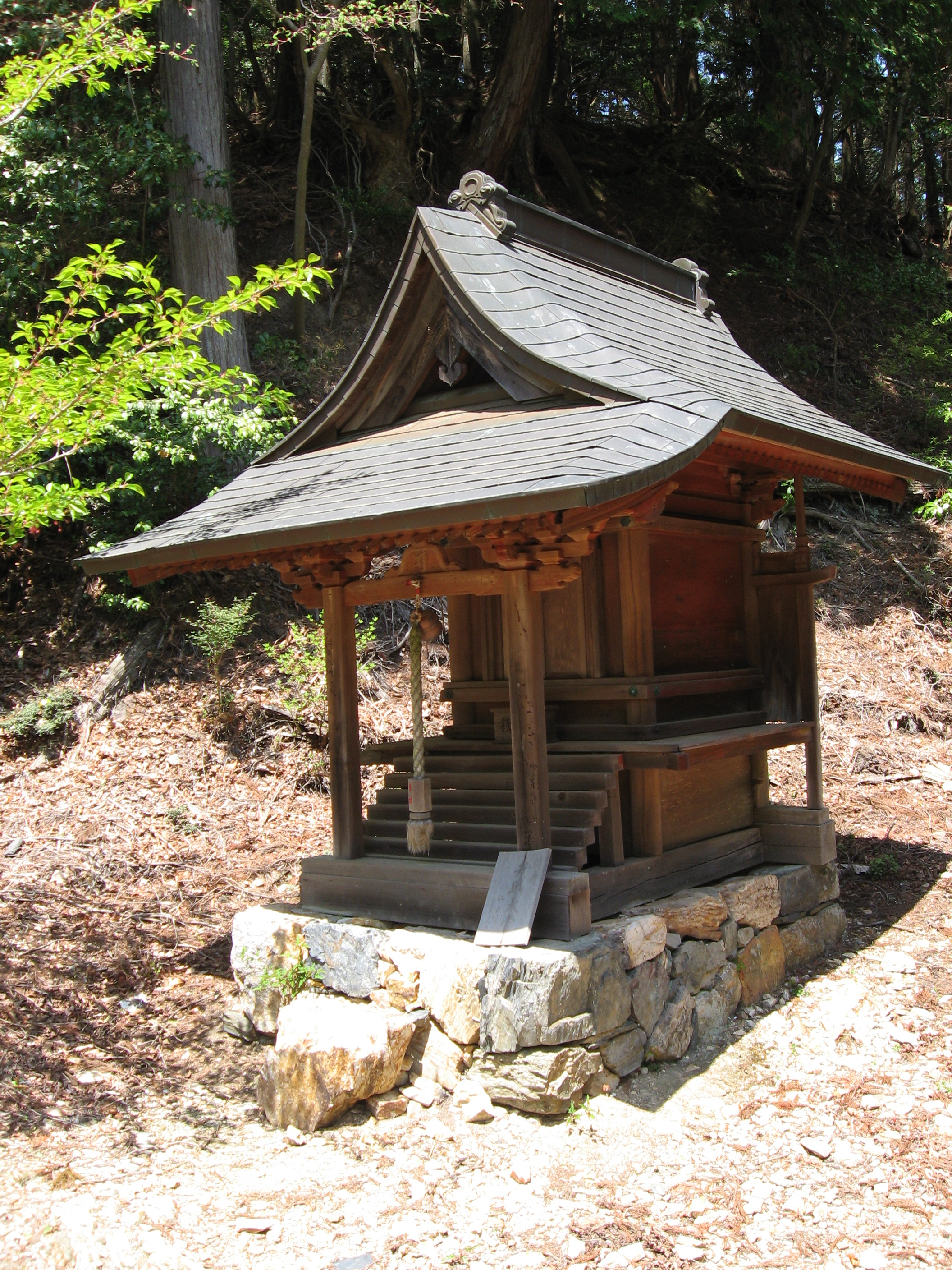
福寿弁財天堂（江戸時代）
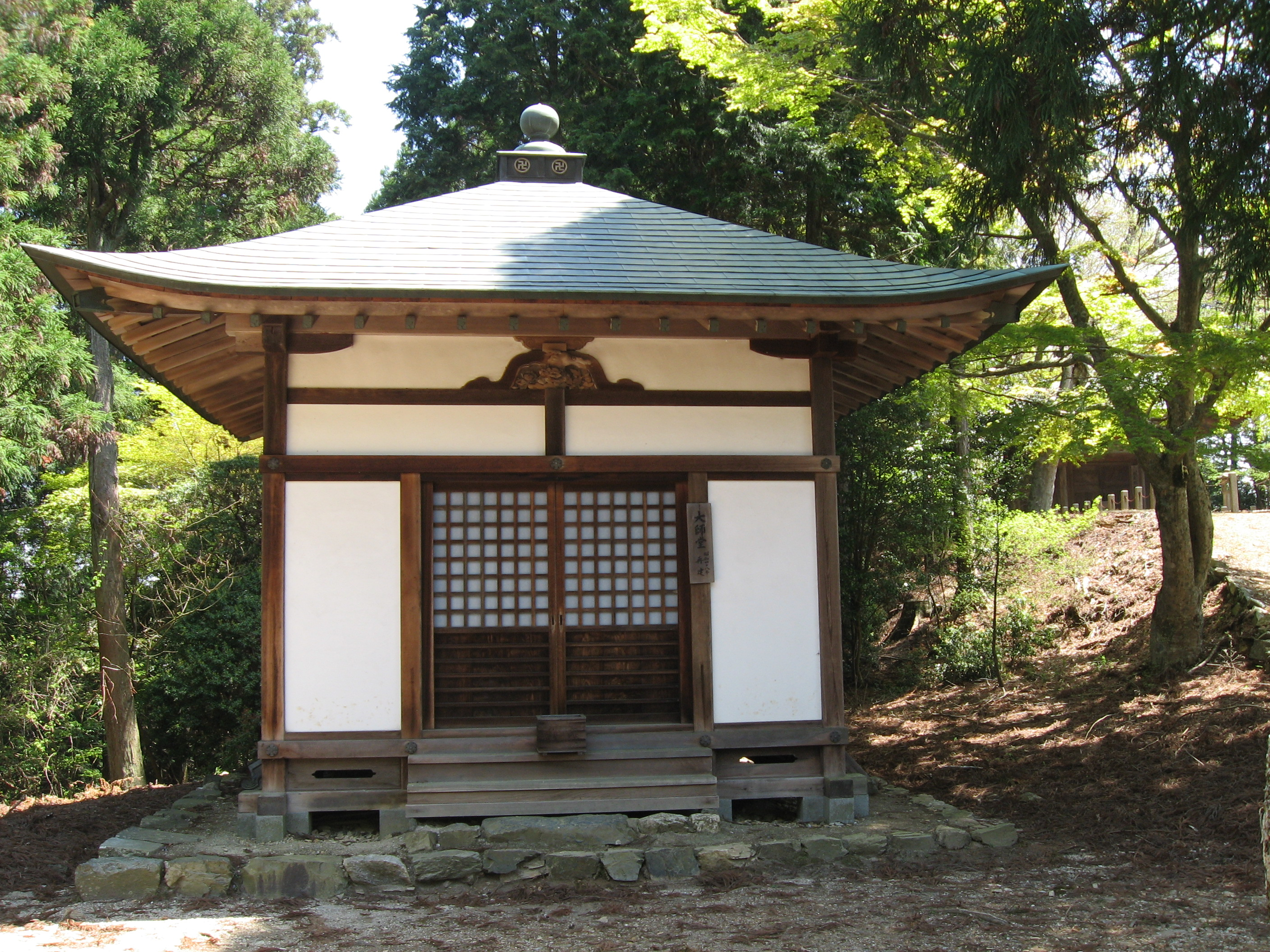
大師堂（昭和48年再建）
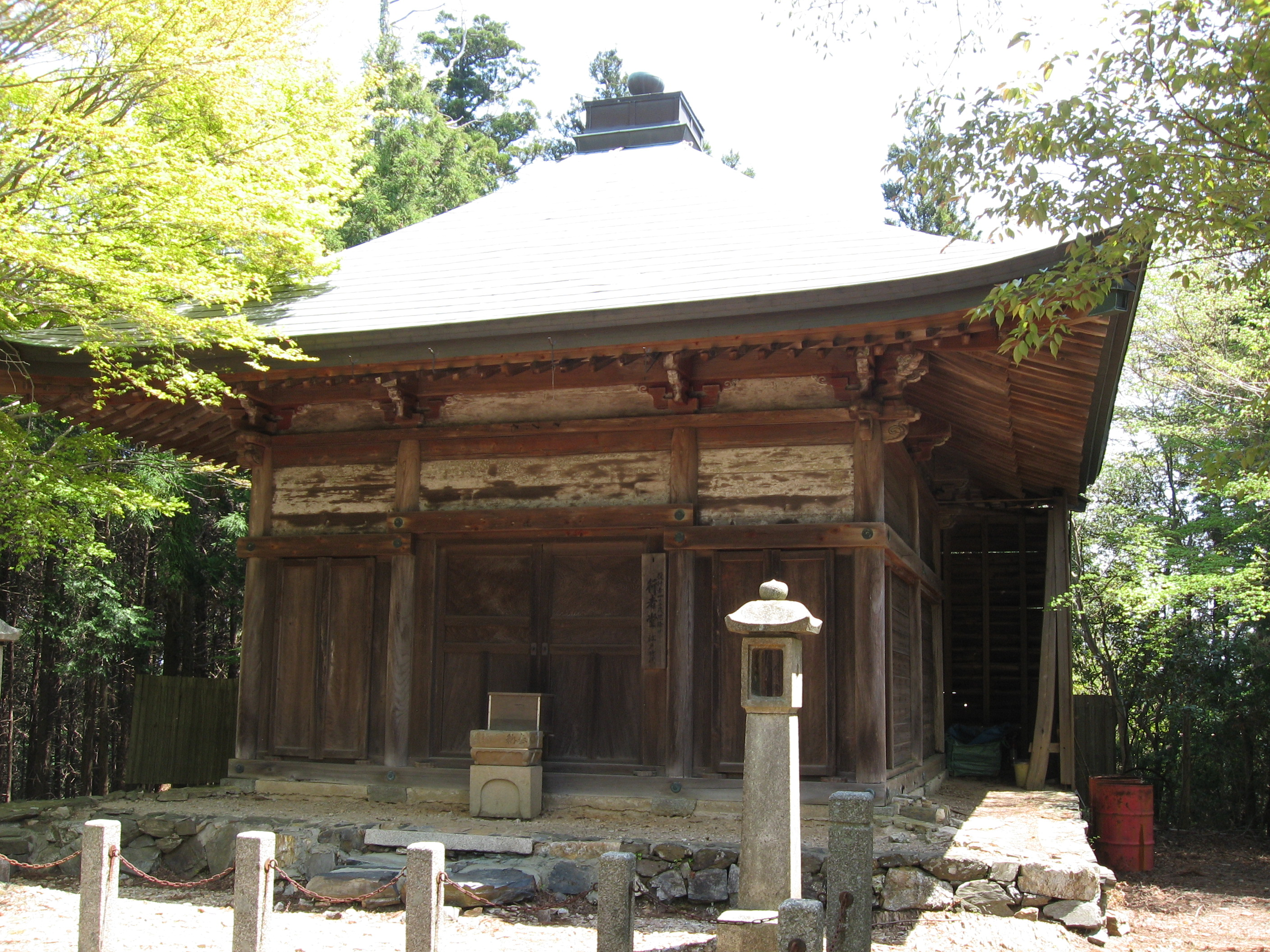
厄除け行者堂（江戸時代）

## 文化財
重要文化財
- 多宝塔 - 永仁6年（1298年）の建立。延徳2年（1490年）と元和元年（1681年）に修復されている。鎌倉時代にさかのぼる多宝塔として貴重である。
- 石造宝篋印塔 - 正安2年（1300年）の銘がある。
- 木造弥勒菩薩坐像 - 鎌倉時代（醍醐寺霊宝館に寄託）
- 銭弘俶八万四千塔（京都国立博物館に寄託）

史跡（国指定）
- 金胎寺境内

## 行事

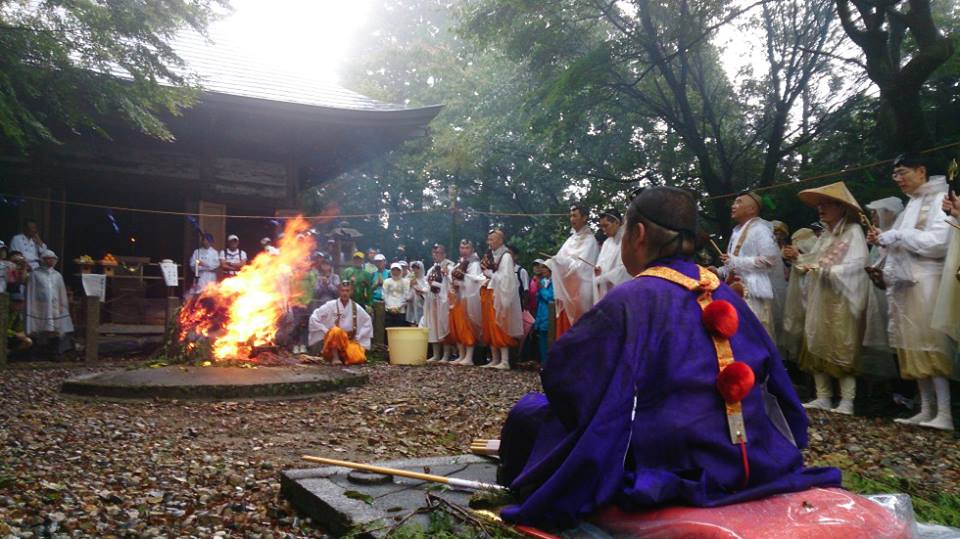
金胎寺で行われる、大護摩法要の写真

- 柴燈大護摩・お茶供養（毎年9月第1日曜日）[4]

## 所在地・アクセス
- 京都府相楽郡和束町原山
- 徒歩
  - JR加茂駅より奈良交通バスで原山下車、東海自然歩道を徒歩約1時間。